# Sébastien Pierre
Sébastien Pierre est un recueil de nouvelles de Jean-Charles Harvey publié en 1935,aux Éditions du Quotidien.
Les nouvelles étaient précédemment parues, à partir de 1931, dans la presse.
Le recueil comprend la nouvelle éponyme, ainsi que trois autres nouvelles : Les Sauvages, Fernande et Noémie et enfin La Mort de l'élan.